# Журунова Тетяна Георгіївна
Тетяна Георгіївна Журуно́ва (нар. 20 серпня 1963, Вінниця) — український мистецтвознавець; член Вінницької організації Національної спілки художників України з 2000 року.

## Біографічна довідка
Народилася 20 серпня 1963 року в місті Вінниці (нині Україна). 1992 року закінчила Санкт-Петербурзький інститут живопису, скульптури і архітектури імені Іллі Рєпіна Російської академії мистецтв за фахом теорія і історія мистецтва (педагоги: Вірко Блек, Андрій Пунін).
Працює у Вінницькому краєзнавчому музеї на посаді завідувача сектора виставкової і рекламної роботи. Мешкає у Вінниці в будинку на вулиці Максима Шимка, № 30.

## Наукова діяльність
Авторка досліджень:
- «Вінницький альбом малюнків Ж.-П. Норблена» (1992);
- «Подільська народна ікона» (1997);
- «Канон і манера в художній системі народного сакрального малярства Поділля» // «Родовід», 1997, ч. 2(16);
- «Творчість І.-В. Задорожного» (2001);
- «Сучасне мистецтво Вінниччини» (2001—2005).

Також авторка статті «Поділля у свічаді Петра Кравчика» // «Образотворче мистецтво», 2004, № 2; низки статей в Енциклопедії сучасної України.